# (576870) Orszaglili
(576870) Orszaglili  es un asteroide perteneciente al cinturón de asteroides, descubierto el 18 de octubre de 2012 por Krisztián Sárneczky y G. Hodosán   desde la Estación Piszkéstető, en Hungría.

## Designación y nombre
Orszaglili se designó inicialmente como 2012 VZ99.
Más adelante fue nombrado en honor a Lili Ország (1926-1978) quien fue una de las pintoras surrealistas húngaras más famosas. Además de su pintura, trabajó en teatro de títeres durante más de dos décadas, creando muñecos y escenografía. También ha ilustrado revistas infantiles, libros de cuentos y novelas juveniles.

## Características orbitales
Orszaglili orbita a una distancia media del Sol de 3,124 ua, pudiendo acercarse hasta 2,693 ua y alejarse hasta 3,554 ua. Tiene una excentricidad de 0,138 y una inclinación orbital de 19,069° grados. Emplea en completar una órbita alrededor del Sol 2016,36 días.
Los próximos acercamientos a la órbita de Júpiter ocurrirán el 18 de octubre de 2054 y el 30 de julio de 2137.

## Características físicas
Su magnitud absoluta es 15,78. 